# Épiphanie
Pour les articles homonymes, voir Épiphanie (homonymie).
Pour l’article ayant un titre homophone, voir Epiphany.
L'Épiphanie est une fête chrétienne : dans la confession catholique, elle célèbre, depuis le début du IIe siècle, le Messie venu et incarné dans le monde et qui reçoit la visite et l'hommage des trois Rois mages ; dans la confession orthodoxe, l’Épiphanie (ou théophanie) célèbre la manifestation au monde de Jésus de Nazareth comme Christ et Fils de Dieu par son baptême. Elle a lieu le 6 janvier.
Depuis 1971, dans les régions où l'Épiphanie n'est pas un jour férié, elle peut se fêter le deuxième dimanche après Noël (c'est-à-dire le premier dimanche qui suit le 1er janvier). En France, c'est le cas depuis 1802, règle qui a été instaurée par un décret du cardinal Caprara, légat du pape Pie VII.
La fête s'appelle aussi – en particulier chez les orthodoxes – « Théophanie », qui signifie également la « manifestation de Dieu ».
Diverses coutumes sont observées à cette occasion. En France, en Suisse et en Belgique, depuis le Moyen Âge, une « galette des rois » ou un « gâteau des rois », pâtisseries contenant une fève, sont partagées ce jour-là ; celui ou celle qui trouve la fève dans sa part est surnommé « roi » ou « reine ». Dans les pays orthodoxes, pour rappeler le baptême du Christ, le pope officiant jette dans l'eau une croix que les fidèles doivent repêcher au fond.

## Étymologie
Le substantif féminin,, Épiphanie (prononcé /e.pi.fa.ni/) est un emprunt,, par l'intermédiaire du latin ecclésiastique Epiphania,,, au grec ancien Ἐπιφάνεια / Epipháneia qui signifie « manifestation » ou « apparition » du verbe φαίνω / phaínō, « se manifester, apparaître, être évident ». Il est le neutre substantivé de l'adjectif epiphanios, d'epiphanês « manifeste, illustre ».
L'utilisation du terme est antérieure au christianisme. Le grec ecclésiastique utilise plutôt la forme neutre plurielle Ἐπιφάνεια pour désigner la fête actuelle de la visite des mages.

## Historique
La notion d'épiphanie s'est retrouvée tour à tour dans la fête de la lumière sous l'Antiquité, dans les fêtes romaines et dans les fêtes chrétiennes, avant d'être sécularisée.

### À l'origine, une fête de la Lumière
Dans l'Antiquité et à l'origine, l'épiphanie tire son fond et son sens des célébrations populaires de la lumière, comme l'indique l'étymologie du mot, le neutre substantivé de l'adjectif grec epiphanios, de epiphanês « illustre, éclatant », de épi- « sur » et phainein « briller ».
Dans le calendrier solaire, avant de s'inscrire dans le prolongement chrétien de Noël, l'Épiphanie s'inscrit dans le cycle qui commence au solstice d'hiver, le 22 décembre. Cette nuit du solstice — la plus longue de l'année — annonce le rallongement des jours et, par extension, la renaissance de la lumière censée être à l'origine de toutes choses, notamment dans le calendrier agricole. On célèbre alors l'Épiphanie, la manifestation de la Lumière.
Les « Épiphanes » sont, dans la culture grecque, les douze divinités de l'Olympe apparues aux hommes, avec en premier lieu, Zeus, le dieu de la Justice céleste.
Il est à noter également que c'est ce jour — en tout cas son équivalent, car le calendrier julien alors en vigueur diffère du nôtre — qu'avait lieu dans la Rome antique la fête des douze dieux épiphanes (autrement dit les douze Olympiens).
La notion d'épiphanie a par exemple été retrouvée sur des pièces de monnaie du second siècle avant J.-C..
Vers le 6 janvier, les jours commencent à s'allonger de façon sensible, confirmant la promesse de la nuit solsticiale.

### Une fête chrétienne
Le 6 janvier est une date choisie par le Père de l'Église Épiphane de Salamine, dans son Panarion, comme date de naissance de Jésus, afin de réfuter une date concurrente proposée par les gnostiques des Alogo.
Jusqu'à la fin du IVe siècle, l'Épiphanie est la grande et unique fête chrétienne « de la manifestation du Christ dans le monde » (manifestation exprimée, d'abord, par la venue des mages, puis par différents épisodes : la Nativité, la voix du Père et la présence d'une colombe lors du baptême sur le Jourdain, le miracle de Cana, etc.). Des Pères de l'Église comme saint Jean Chrysostome ont fixé des traditions pour commémorer, le même jour, trois événements lors de la fête de la théophanie : l'Adoration des mages, le Baptême dans le Jourdain trente ans plus tard et les Noces de Cana trente-et-un ans plus tard. Dès le Moyen Âge, la liturgie chrétienne a rassemblé ces trois événements mais la piété et l'art chrétiens ont privilégié l'Adoration des mages.
Seule l'Église orthodoxe arménienne conserva l'antique tradition de la célébration de la Nativité et du Baptême du Christ.
Depuis l'introduction d'une fête de la Nativité (Noël) le 25 décembre, la liturgie actuelle de l'Épiphanie met l'accent sur des sens spécifiques selon les confessions et les cultures.
Depuis le XIXe siècle on l'appelle aussi le « jour des rois » en référence directe à la venue et à l'Adoration des Rois mages.

#### Le mot "épiphanie" dans le Nouveau Testament
Ἑπιφάνεια se rencontre exclusivement dans les épîtres pauliniennes (II Th. 2, 8; I Tim. 6, 14; II Tim. 1, 10 ; 4, 1.8 ; Tit. 2, 13), on trouve le verbe correspondant dans Lc 1, 79 ; Ac. 27, 20 et deux fois dans l'épître à Tite (Tit. 2, 11 et 3, 4). Enfin, l'adjectif ἐπιφανής, qui veut dire "brillant" mais qui a une signification proprement eschatologique, se lit dans Ac. 2, 20, qui est une citation de Joël 3, 4.

## Sens chrétien de l'Épiphanie
L'Épiphanie chrétienne célèbre, ainsi que le rapportent l'Évangile et la tradition, la manifestation publique du Fils de Dieu incarné, Jésus, au monde, non pas, comme dans la mythologie grecque, à partir d'une révélation extérieure à l'humanité et faite sous les apparences de l'humanité, mais sous la forme d'un enfant engendré, en un temps historique donné, au sein du peuple juif (dans la lignée de David) : le Messie. Après avoir rencontré les petits et les proches (les bergers), il prend place et rencontre le monde dans toute sa diversité, telle qu'elle est symbolisée par des mages, que l'on dit être rois ou savants, dits traditionnellement de toutes origines et venus de pays lointains (bien que le texte évangélique ne donne qu'une indication vague de l'origine des mages, mais parle, cela dit, « d'Orient », ce qui indique l'Est par rapport à la Terre sainte). Ainsi est réaffirmée la dimension universelle du message évangélique.
Une autre Épiphanie du Christ : dans la synagogue de Nazareth où il a grandi, il lit la prophétie du Livre d'Isaïe (cf. Is 2,3c-4) le concernant et montre la réalisation aujourd'hui en sa propre personne. Évangile selon Luc (Lc 4,14-22a) :

« L'Esprit du Seigneur est sur moi parce que le Seigneur m'a consacré par l'onction. Il m'a envoyé porter la Bonne Nouvelle aux pauvres, annoncer aux captifs leur libération, et aux aveugles qu'ils retrouveront la vue, remettre en liberté les opprimés, annoncer une année favorable accordée par le Seigneur. »

### Dans l'Église latine

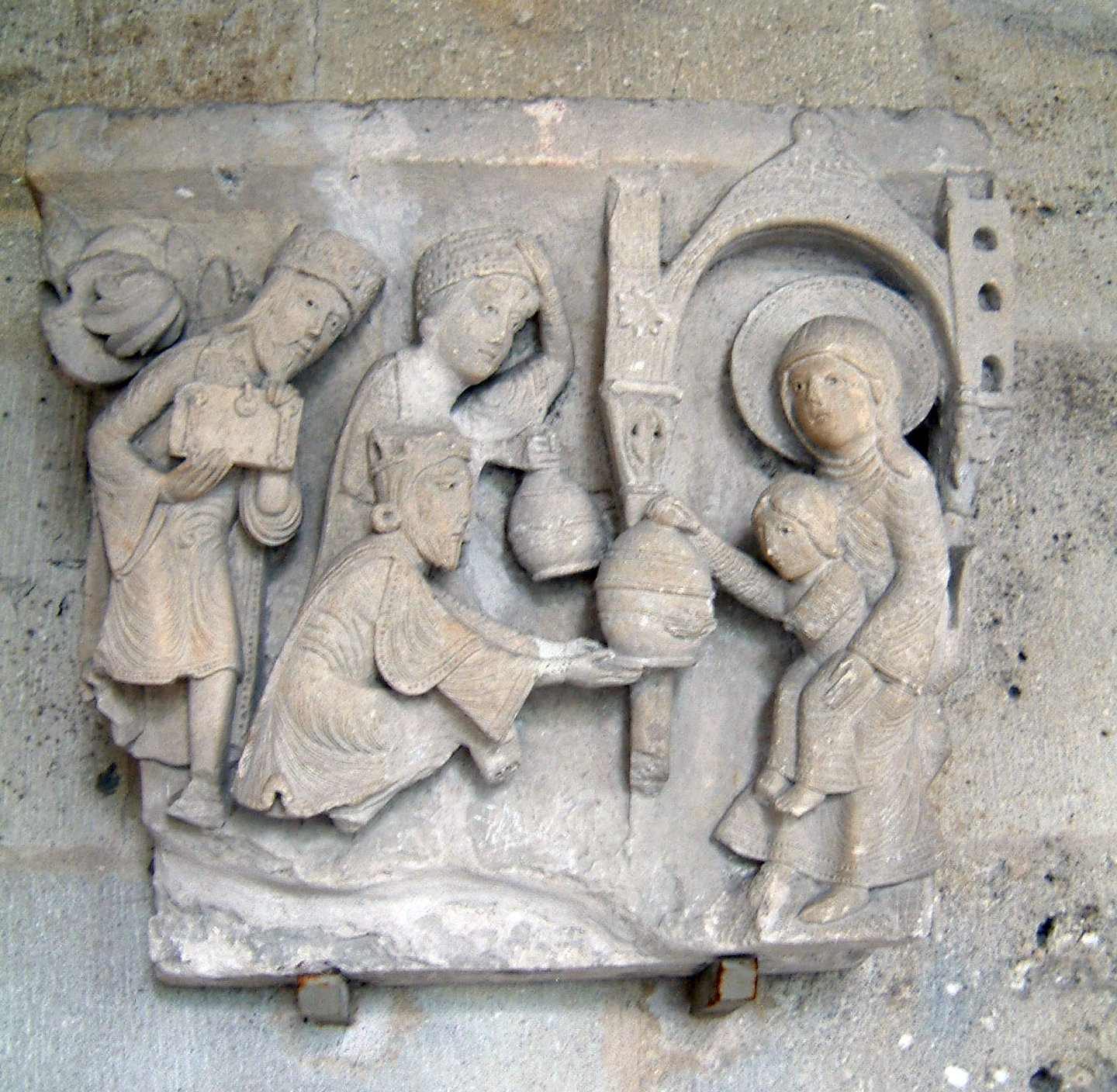
Cathédrale d'Autun.

Cette fête célèbre l’inauguration du ministère public du Christ, lors de son baptême au Jourdain. Dans la liturgie latine, l’office de la fête parle des trois mystères de ce jour comme n’en faisant qu’un : le baptême de Jésus, l’adoration des mages et le miracle des noces de Cana. Il faut dire cependant que les mages retiennent presque toute l’attention. L’Église latine a donc souhaité laisser à l’Épiphanie toute sa dimension de « Pentecôte » du cycle de la Nativité, puisque le Saint Esprit descend sur le Christ au moment de son baptême. À cet effet, l’Église latine a instauré la Fête du Baptême du Seigneur, célébré le dimanche qui suit l’Épiphanie.
La visite et l'adoration de l'Enfant Jésus par les « mages » sont relatées dans l'Évangile selon Matthieu. Bien que la Bible ne donne pas leur nombre et ne parle que de « savants venus d'Orient », la tradition a fait qu'ils sont habituellement appelés les trois Rois mages et sont nommés respectivement : Gaspard, Melchior et Balthazar, noms dont les initiales reprennent celles de la bénédiction : « Christus Mansionem Benedicat », « que le Christ bénisse la demeure ».
Cette fête est la quatrième des cinq grandes fêtes cardinales de l'année liturgique catholique.
Dans certains pays, la célébration liturgique de la fête est reportée à un dimanche, en vertu d'un indult papal. Il s'agit de permettre aux gens de célébrer la fête dans les cas où ils doivent travailler le 6 janvier, si ce jour n'est pas férié. Ainsi, en France et en Belgique, cette fête est célébrée le deuxième dimanche après Noël.
En Espagne, où la célébration de l'Épiphanie est particulièrement importante, le jour est férié. C'est aussi un jour férié en Suède (Trettondedag jul) ainsi qu'en Pologne (Trzech Króli).

### Dans les Églises orthodoxes

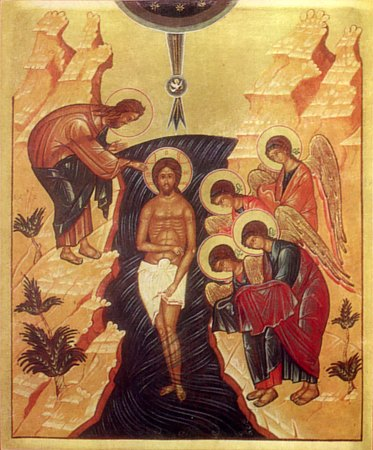
Icône illustrant l'Épiphanie

L’Épiphanie commémore le baptême du Christ dans le Jourdain, la descente du Fils de Dieu au milieu de sa création, et la manifestation de la divine Trinité : la voix du Père témoigne du Fils et la colombe de l'Esprit Saint descend sur lui. Le Saint Esprit qui se manifeste sous la forme d’une colombe signifie la sanctification et la déification de la nature humaine que le Fils de Dieu assume : il la purifie en l’immergeant dans les eaux du Jourdain, et il la déifie en l’exposant au rayonnement de son Esprit qui repose sur lui de toute éternité.
L’Église orthodoxe commémore cette purification par l’eau du baptême au cours d’une cérémonie de bénédiction des eaux. Cette bénédiction des eaux a lieu dans les pays de rite byzantin : Grèce, Chypre, Syrie, Liban, Palestine, Jordanie, Macédoine du Nord, Bulgarie, Monténégro, Serbie, Roumanie, Moldavie, Ukraine, Biélorussie, Russie et Géorgie. Le tropaire chanté lors de l’Épiphanie décrit cette manifestation de la sainte Trinité :

« Ton baptême dans le Jourdain, Seigneur, nous montre l’adoration due à la Trinité ; la voix du Père t’a rendu témoignage, elle t’a nommé Fils bien-aimé ; et l’Esprit, sous la forme d’une colombe, a confirmé l’inébranlable vérité de cette parole. Christ-Dieu, qui es apparu et qui as illuminé le monde, gloire à toi ! »

Un prêtre lance ensuite une croix dans un fleuve ou dans la mer et les jeunes gens rivalisent, en cette saison froide, pour plonger et la rapporter. La fête s'appelle généralement Théophanie ou Boboteaza et elle peut être précédée par un jeûne strict le 6 janvier avant d'être célébrée le 7.
À Jérusalem, dans la communauté monastique du mont Athos, en Russie, en Serbie et en Géorgie, la fête est célébrée le 6 janvier, selon le calendrier julien qui coïncide actuellement avec le 19 janvier du calendrier grégorien.

### Dans l'Église arménienne
Dans l'Église arménienne, la fête est une des plus grandes fêtes de l'année car Noël n'est pas fêté le 25 décembre mais, selon l'usage chrétien ancien, le 6 janvier.
Cela correspond aussi aux anciennes traditions des premières Églises chrétiennes (antérieures à la conversion de l’Empire romain), et même aux traditions familiales de l’époque, selon lesquelles un enfant ne devient le fils de son père que le jour de sa présentation à lui et la reconnaissance du fils par son père, et ce jour-là, on rend aussi grâce à la mère pour cet enfant reconnu par son père et qui se soumet à sa volonté.
Le baptême de Jésus dans le Jourdain correspond donc à cette présentation du fils au père, c’est aussi l’acte de la soumission de Jésus à la volonté divine et c’est aussi la date où le Père se révèle à lui. La nativité fêtée prend alors une signification plus théologique que dans l’Église catholique romaine, puisque c’est aussi traditionnellement la date par laquelle il reçoit du Père la révélation de sa mission prophétique : ce qui est fêté est plus la naissance du « Christ sauveur » et la manifestation de Dieu (théophanie), que celle de l’Enfant Jésus, même si cette célébration est directement liée à sa naissance. L'église arménienne procède à la bénédiction des eaux selon un rituel assez proche de la tradition byzantine avec comme particularité de consacrer l'eau, outre avec la Croix immergée, le Saint Chrême (Myron) comme symbole de la descente de l'Esprit-Saint au moment du baptême du Christ et la confirmation de l'amour du Père pour celui-ci.

## L'Épiphanie dans la tradition populaire

### Tirer les rois
La tradition veut que l'Épiphanie soit l'occasion de « tirer les rois » : une fève et parfois une figurine sont cachées dans les pâtisseries (galette des rois, gâteau des rois) ; le convive qui découvre cette fève devient le roi ou la reine de la journée.
Cette pratique trouverait son origine dans les Saturnales de la Rome antique. Pendant ces fêtes populaires célébrées début janvier, les rôles étaient inversés entre les maîtres et les esclaves qui devenaient les « rois d'un jour ».
Ce n'est que vers 1875 que les figurines en porcelaine remplacent les fèves.

#### En France
Depuis le XIVe siècle, on mange la galette des rois et le gâteau des rois à l'occasion de cette fête. La tradition veut que l'on partage la pâtisserie en autant de parts que de convives, plus une. Cette dernière, appelée « part du bon Dieu », « part de la Vierge » ou « part du pauvre », est destinée au premier pauvre qui se présenterait au logis.

##### Usage actuel
La traditionnelle fève est accompagnée ou remplacée par un petit sujet caché à l'intérieur de la pâte de la pâtisserie. La personne ayant dans sa part la fève est symboliquement couronnée roi ou reine (de plus en plus, entre amis et/où surtout dans le contexte professionnel : le roi se doit d'offrir la prochaine pâtisserie ; et lorsqu'il y a un sujet, celui qui l'a, se doit d'offrir la boisson (cidre, mousseux, muscat, ou champagne).

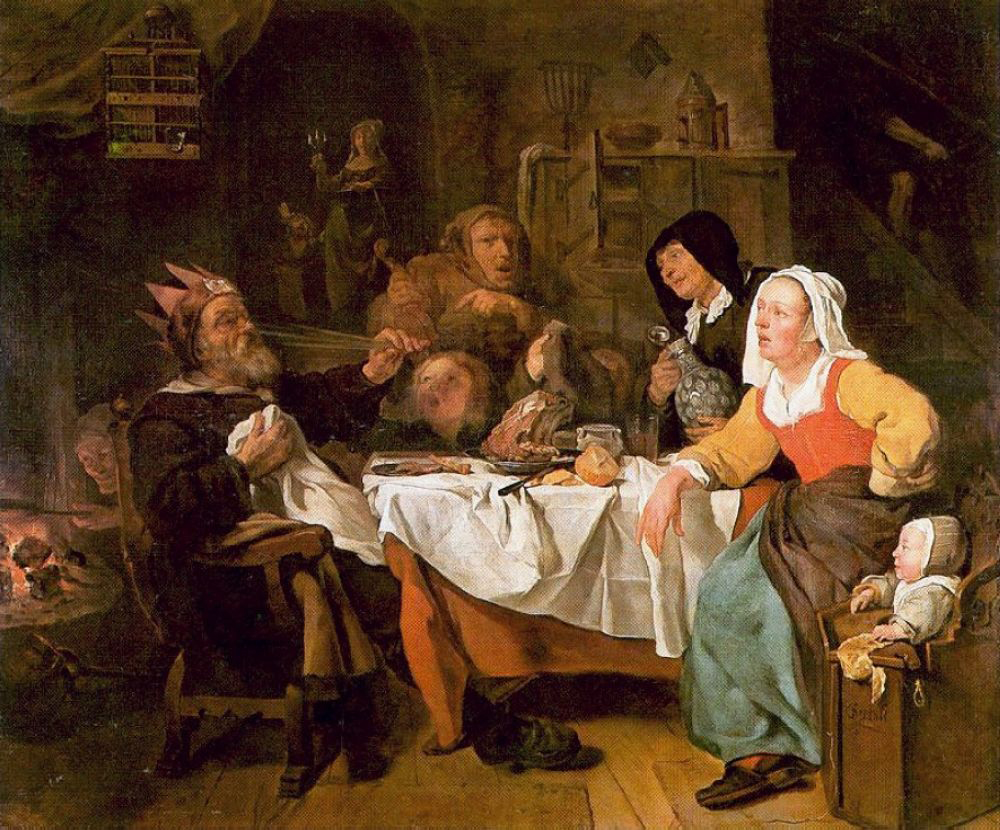
Gabriel Metsu, La Fête des Rois ou Le Roi boit, v. 1650-1655, (Alte Pinakothek, Munich) – La Fête des Rois aux Pays-Bas septentrionaux au XVIIe siècle.

Lorsqu'il y a des enfants, l'un d'entre eux – en général le plus jeune – se place sous la table ; tandis que la personne qui fait le service choisit une part, l'enfant désigne le destinataire de cette portion.
Certaines familles s'arrangent pour que la fève ou la figurine revienne à un des plus jeunes enfants. Il est couronné roi ou reine, et il choisit alors son roi ou sa reine (qui est souvent sa mère ou son père).
Fréquemment, les « rois » sont tirés plusieurs fois au cours de la période.
Dans le Sud de la France autour de la Méditerranée, l'usage est de préparer un grand pain au levain sucré en forme de couronne, (nommée gâteau des rois, couronne des rois, corona dels reis, royaume reiaume), couronne bordelaise, corona bordalesa, pogne, còca) et qui est parfois couverte de sucre . En plus du sucre, il peut être garni et/ou couvert de fruits confits.
Dans le Sud-Est, un santon (généralement un « santon-puce ») accompagne généralement la fève.
Ce gâteau des rois est très présent dans le Sud-Ouest, même si le commerce propose de la galette, parfois moins chère (les fruits confits seraient coûteux) mais surtout de fabrication et conservation (voire de manipulation) plus facile, et elle tendrait à diminuer dans le Sud-Est.
À Paris, les boulangers-pâtissiers offrent tous les ans la galette de l'Élysée. Cette galette ne contient pas de fève afin que le président de la République ne puisse pas être couronné. Cette tradition remonte à l'année 1975, date à laquelle fut offerte à Valéry Giscard d'Estaing une grande galette d'un mètre de diamètre.
En Moselle-Est, des garçons déguisés en Rois mages allaient de maison en maison en chantant, tout en faisant tourner une étoile montée sur un bâton : « Es kummen drei Weissen vom Morgenland » (Trois mages sont venus de l'Orient). Ils obtenaient ensuite des friandises ou des piécettes.
En Moselle la fête des rois constitue le dernier chapitre de l’histoire de la Nativité et clôture également les célébrations liées au solstice d’hiver avec la Saint-Nicolas. Outre les fameuses pâtisseries, de nombreuses crèches ont fleuris depuis l’Avent.

##### Suivi de cette tradition
En 2014, un sondage réalisé en France révèle que 97 % des Français fêtent l'Épiphanie ; un autre sondage OpinionWay donne quant à lui 85 %.
Ils mangent pour 70 % une galette frangipane, 11 % un gâteau des rois, principalement dans l'extrême Sud et 8 % une galette des rois à la pomme. 9 % en consomment plus de cinq. 68 % trichent pour donner la fève aux plus jeunes.

##### Galette/gâteau des rois et laïcité
Alors qu'en 2014, la présence de crèches dans des lieux publics avait suscité une polémique en France, la galette ou le gâteau n'entraînent, quant à eux, guère de conflits.
Les racines historiques de ces pâtisseries ne sont originellement pas religieuses. Elles peuvent se rattacher, ou non, à la fête de l'épiphanie ; elles peuvent comporter, une ou plusieurs fèves, ou aucune. De même pour les couronnes. Il n'existe pas de décision de justice notable qui concerne la galette ou le gâteau des rois.

#### Dans les autres pays: coutumes similaires

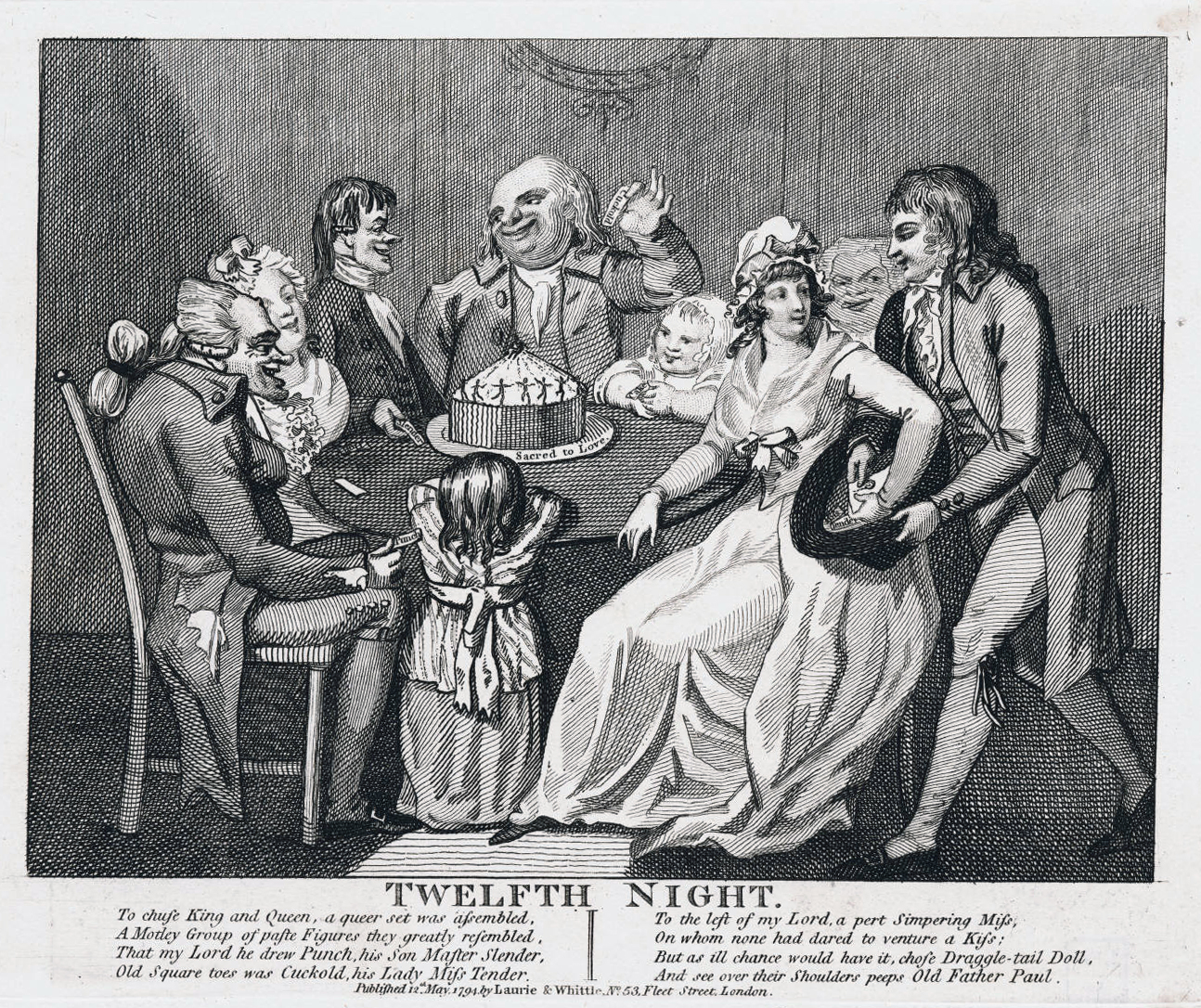
Épiphanie au Royaume-Uni, Isaac Cruikshank, 1794.

En Espagne et dans les pays d'Amérique latine : le Día de los Reyes Magos y est souvent un jour férié et les enfants y reçoivent leurs cadeaux plutôt qu'à Noël.
En Belgique et aux Pays-Bas : on mange également une galette à la pâte d’amande. Le plus jeune se cache sous la table pour désigner les parts et le roi du jour choisit sa reine. Pendant la journée les enfants parcourent les rues en chantant la chanson de l’étoile et font du porte à porte pour recevoir des mandarines et des bonbons. Cette coutume tend à disparaître en Belgique. Dans les campagnes flamandes cela se fait encore. Notons au passage qu’en Wallonie, c’est à ce moment qu’on commence la préparation du Carnaval.
Dans le Sud des États-Unis la tradition de tirer les Rois existe sous le nom de king cake. Ceux-ci sont mangés pendant toute la période qui va de l'Épiphanie jusqu'au carnaval de mardi gras.
En Grèce et à Chypre, il n'y a pas de galette « des rois » à proprement parler. La Vassilopita est aujourd'hui une galette en l'honneur de saint Basile de Césarée. Cette galette est préparée la veille du nouvel an et ce n'est qu'au 1er janvier, jour anniversaire de la mort du saint, qu'elle est coupée. On y dissimule traditionnellement une pièce en or, mimant ainsi une disposition que fit adopter le saint pour répartir de manière égale la rançon non utilisée pour stopper le siège de Césarée. Toutefois, l'origine de la tradition byzantine remonte très certainement aux Kronia de la Grèce antique et aux Saturnales de Rome, comme l'a démontré l'anthropologue Margarett Hasluck.

### Fêtes locales

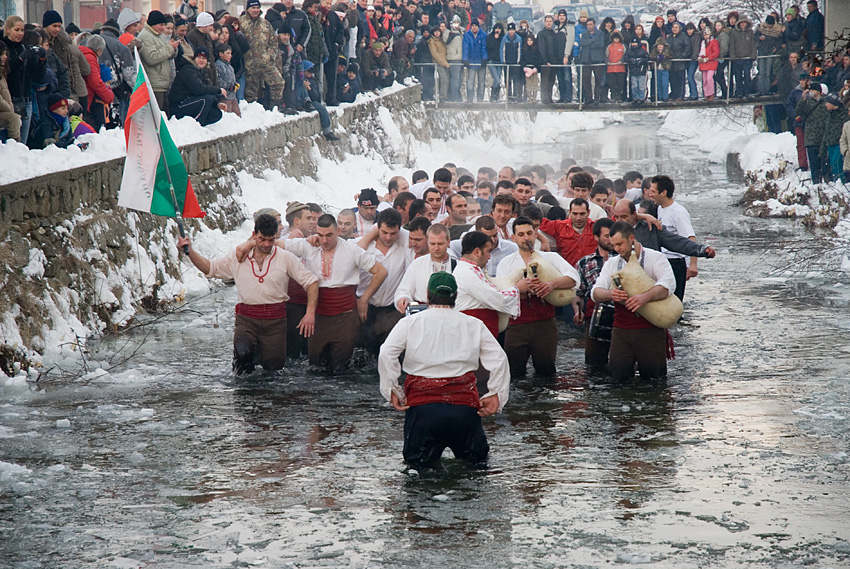
Danse traditionnelle des hommes en Bulgarie réalisée pour l'Épiphanie, dans l'eau glacée.

Selon les pays, des festivités particulières issues de traditions locales, sont organisées. Ainsi, en Bulgarie, les hommes exécutent une danse traditionnelle, le horo, dans l'eau glacée.
Dans les pays germaniques, slaves et scandinaves, il existe la tradition des chanteurs à l’étoile, commençant à Noël et se terminant à l'Epiphanie: Trois personnes se déguisent en Rois mages et font le tour des maisons, de préférence en utilisant le flamand. L'argent récolté est utilisé pour des associations caritatives,.
Au Danemark et dans d'autres pays chrétiens on pratique la bénédiction de la craie.
Au Bénin, à Porto-Novo, l'Épiphanie est fêtée le premier dimanche de l'année (depuis 1923) sous la forme d'une pièce de théâtre représentée dans toutes les paroisses de la ville, puis d'un grand défilé carnavalesque qui rassemble des milliers de personnes. Cette célébration est issue de la collaboration d'un missionnaire, Francis Aupiais, et d'un haut dignitaire du Vaudou, Zounon Medje, qui ont écrit la pièce ensemble au début des années 1920. C'est un exemple exceptionnel de créolisation africaine du catholicisme.

#### En Russie
Dans l'Église orthodoxe, l'Épiphanie, célébrée en Russie le 19 janvier, marque le baptême de Jésus. Comme ailleurs dans le monde orthodoxe, l'Église russe mène le rite de la Grande Bénédiction des Eaux, également connue sous le nom de « Grande Sanctification de l'Eau » ce jour-là (ou la veille). La procession dirigée par les prêtres pouvait simplement se rendre à la fontaine, mais traditionnellement, les fidèles se rendaient dans un lac ou une rivière à proximité.

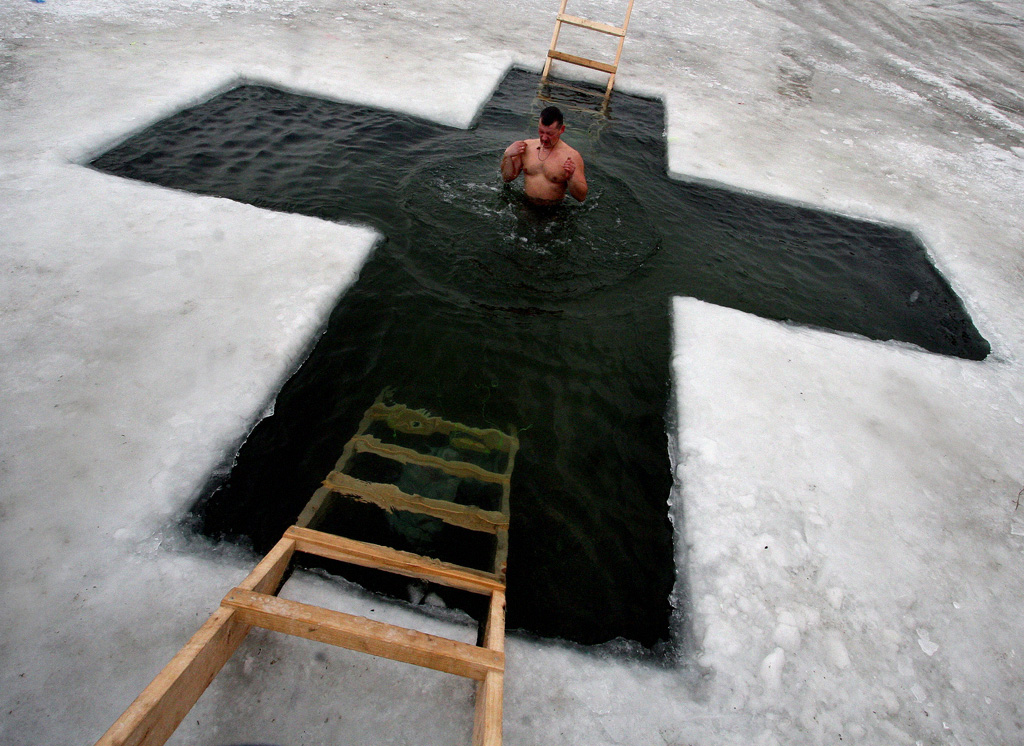
Un trou de glace est creusé en forme de croix en Russie pour célébrer l'Épiphanie.

Les archives historiques indiquent que les événements de bénédiction des eaux ont eu lieu à la cour des tsars de Moscou au plus tard depuis 1525. Selon les historiens, la bénédiction de la procession des eaux était la plus magnifique des cérémonies annuelles de la cour du tsar, comparable à des événements comme les couronnements royaux ou les mariages. Après une liturgie divine dans la Cathédrale de la Dormition de Moscou, la procession, dirigée par le tsar et le patriarche de Moscou, se rendait sur la Moskova gelée. Un trou de glace aurait été fait dans la glace, appelé Iordan (évocation du fleuve Jourdain), sur lequel un petit belvédère aurait été érigé et décoré d'icônes saintes, dont l'une représentait le baptême du Christ. Le patriarche plongeait sa croix dans l'eau du fleuve, et aspergeait d'eau bénite le tsar, ses boyards et les bannières des régiments de l'armée du tsar. Une charge d'eau bénite était ensuite ramenée au Kremlin, pour être utilisée pour bénir le palais du tsar. À plus petite échelle, des événements similaires avaient lieu dans les paroisses de tout le pays.
Croyant que ce jour-là l'eau devient sacrée et est imprégnée de pouvoirs spéciaux, les Russes creusent des trous appelés Iordan dans la glace des lacs et des rivières, souvent en forme de croix, pour se baigner dans l'eau glaciale. Certains avancent que cette pratique a été popularisée relativement récemment ; elle aurait été assez rare à l'époque tsariste, mais aurait prospéré depuis les années 1990.
Les participants au rituel peuvent se plonger trois fois sous l'eau, honorant la Sainte Trinité, laver symboliquement leurs péchés de l'année écoulée et ressentir un sentiment de renaissance spirituelle. Les prêtres orthodoxes sont sur place pour bénir l'eau. L'eau est ensuite distribuée aux participants qui peuvent la stocker pour l'utiliser en cas de maladie, se bénir eux-mêmes, les membres de leur famille et leur maison, ou pour la boire. Certains Russes pensent que toute eau - même des robinets de l'évier de la cuisine - versée ou mise en bouteille sur l'Épiphanie devient de l'eau bénite, puisque toute l'eau du monde est bénie aujourd'hui. Dans le climat plus doux de la ville méridionale de Sotchi, où les températures de l'air et de l'eau oscillent toutes deux vers les 10 degrés Celsius en janvier, des milliers de personnes sautent dans la mer Noire à minuit chaque année le jour de l'Épiphanie et commencent à nager pour célébrer la fête.

## Prénoms fêtés
C'est le jour de l'Épiphanie que l'on fête les Tiphaine (en français), Tifenn (en breton), Tiffany (en anglais) ou Théophane, Théophano, Théano (en grec ) Tyffen . Ce prénom correspond en effet au mot Théophanie, ou manifestation de Dieu, autre nom de la fête. On fête les Jordan et les Jordane. On fête aussi les Noël … s'ils sont Arméniens.
Durant les quatre premiers siècles de l'histoire chrétienne, l'Église avait l'habitude de fêter le 6 janvier toutes les manifestations de Dieu sur la terre : la Nativité (Noël), l'Adoration des mages, le baptême du Christ et les noces de Cana. Le changement de l'eau en vin et la multiplication des pains (ou Phagiphanie) étaient ainsi commémorés par une même fête avec la Nativité.
Les fêtes ont ensuite été dissociées : pour le 6 janvier, les Latins ont retenu l'Adoration des mages et les Grecs le Baptême du Christ. Les Éthiopiens et les Arméniens ont conservé une fête unique pour la célébration de Noël, le 6 janvier pour les Arméniens et le 6 ou le 7 janvier pour les Éthiopiens en fonction du calendrier.

## Iconographie

### Iconographie néotestamentaire

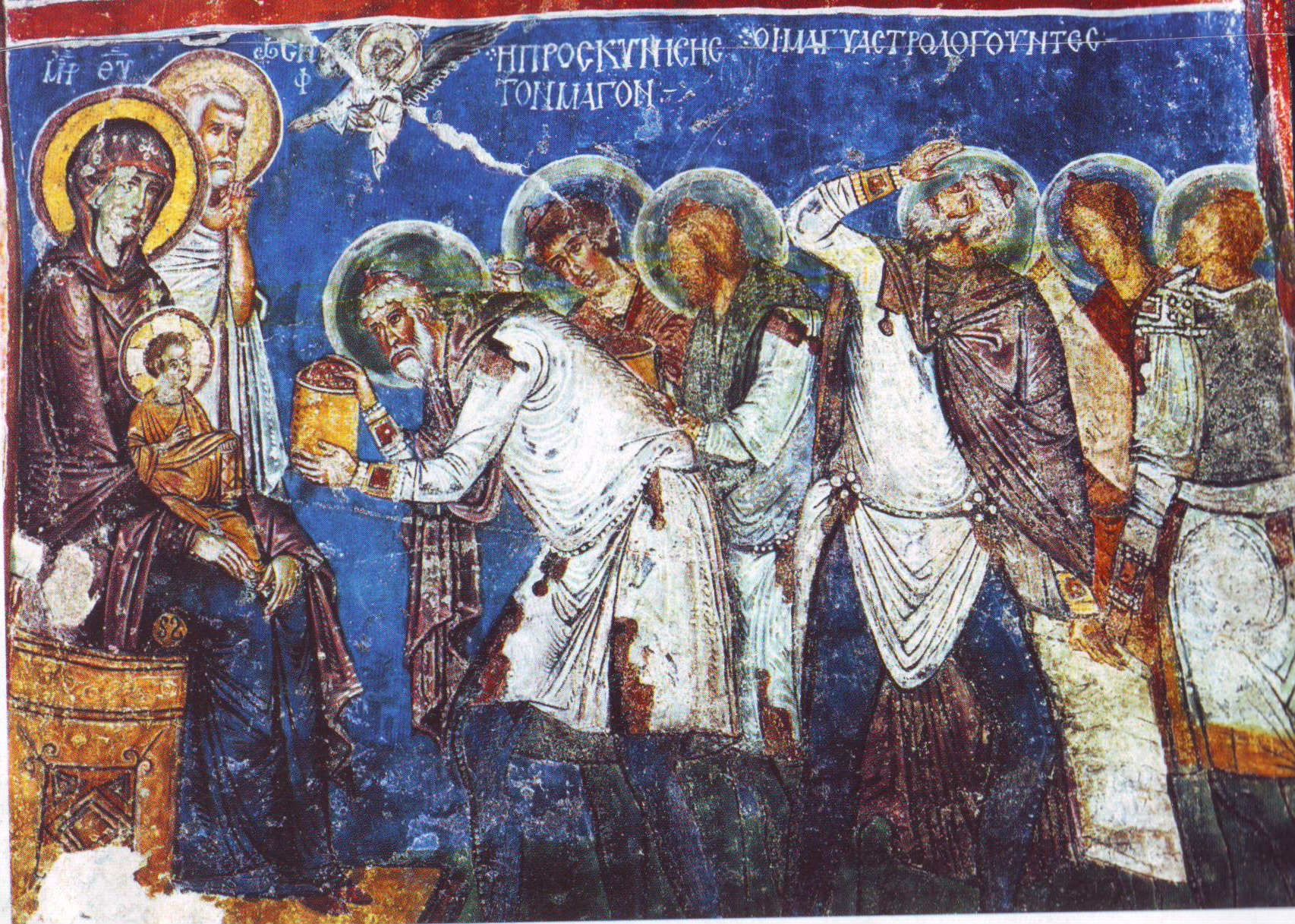
Cappadoce, fresque XIIe siècle.
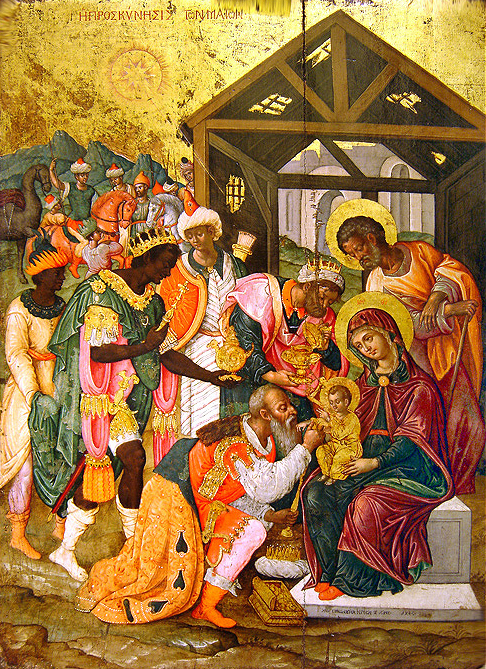
Icône byzantine.
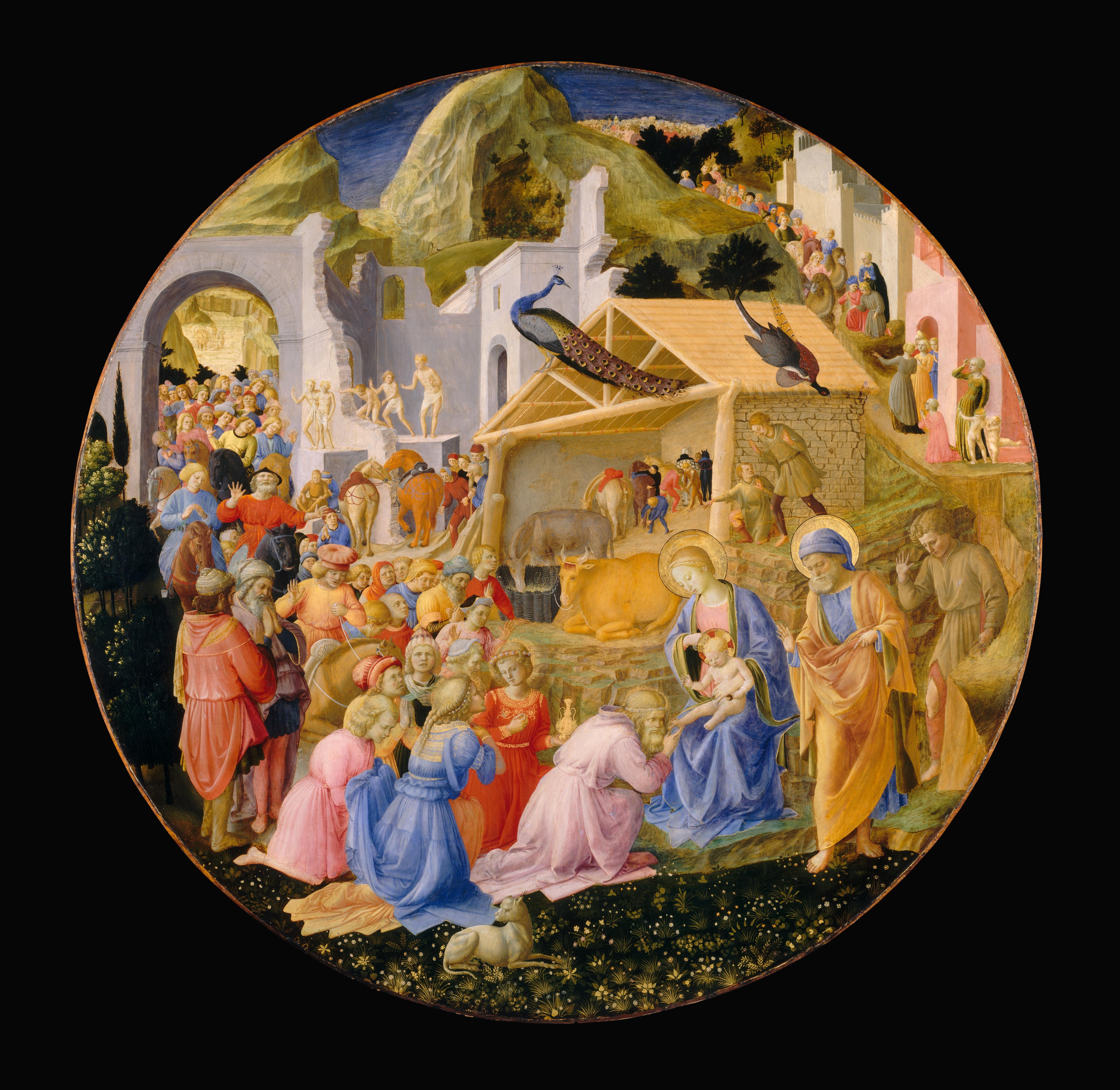
Fra Angelico, National Gallery of Art (Washington).
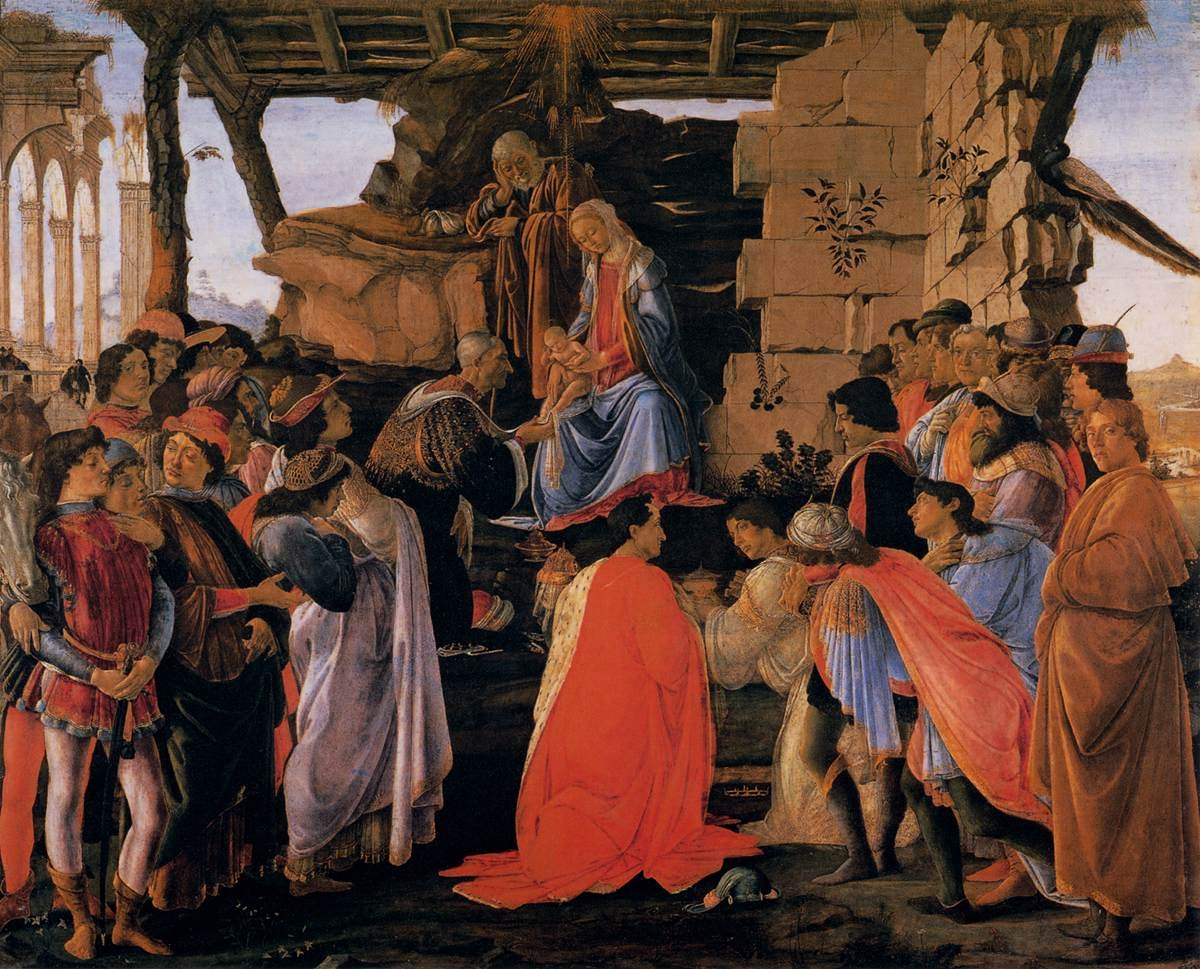
Boticelli (1475), Galerie des Offices.
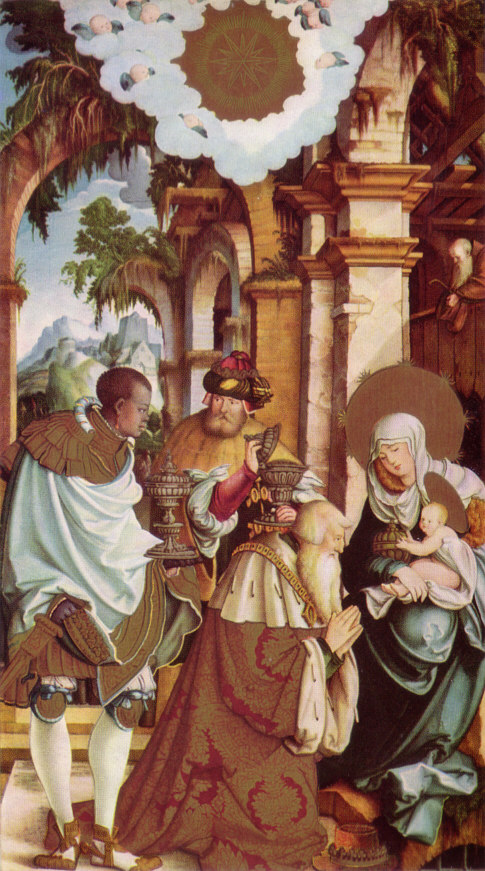
Maître de Messkirch (1538), église Saint-Martin de Messkirch.

### Peinture de genre
- Gabriel Metsu (Provinces-Unies, 1629-1667), Fête des Rois ou Le Roi boit, v.1650-1655 (Alte Pinakothek, Munich).
- Jacob Jordaens (Flandre, 1593-1678), Le Roi boit !, v.1656 (musées royaux des beaux-arts de Belgique, Bruxelles).
- Jan Steen (Provinces-Unies, v.1625-1679), La Fête des Rois, v.1668 (Staatliche Museen, Kassel).

## Mise en musique
Marc-Antoine Charpentier a composé vers 1675, sur un texte extrait de l’Évangile selon Saint Mathieu, un motet Pour la fête de l'Épiphanie H 395 pour 3 voix, 2 dessus instrumentaux, et basse continue.